# Aron Marcus
Aron Marcus, född 12 februari 1800 i Norrköping, död 4 februari 1882 i Stockholm, var en svensk urmakare och urfabrikör.
Marcus var son till köpmannen Jacob Marcus. Han var en av de första judarna i Sverige som tilldelades gesällbrev, 1820. Fem år senare, 1825, fick han skyddsbrev som urfabrikör i Göteborg, och 1828 i Norrköping.